# Luigi Illica
Luigi Illica (9. května 1857, Castell'Arquato – 16. prosince 1919, Colombarone) byl italský libretista, který spolupracoval s Puccinim, Catalanim, Giordanem a dalšími. Mezi jeho nejznámější operní libreta patří La bohème, Tosca, Madam Butterfly a Andrea Chénier.
Illicův osobní život někdy imitoval jeho příběhy. Důvodem jeho natočení hlavy na všech fotografiích je chybějící pravé ucho, které ztratil v souboji o ženu.
Když se začaly natáčet němé filmy na motivy oper s Illicovými náměty, bylo jeho jméno uváděno velkými písmeny v titulcích. Výrobci mohli garantovat pouze příběh, ne hudbu, která bude film při promítání doprovázet.